# Coney Island Baby
Coney Island Baby (с англ. — «Крошка с Кони-Айленда») — шестой сольный студийный альбом американского музыканта Лу Рида, выпущенный в декабре 1975 года на лейбле RCA.

## Производство
Альбом был вдохновлён отношениями Рида с его тогдашней партнёршей, транс-женщиной Рэйчел Хамфрис, чьё имя упоминается на одноимённом треке. Биографы Энтони Декёртис и Эйдан Леви описывают пластинку как «вероятно, наиболее романтичный альбом в карьере Рида» и «в равной степени любовное письмо Рэйчел и ностальгии по Кони-Айленду».
Пластинка включает в себя песню «She’s My Best Friend», изначально записанную группой The Velvet Underground, и позже вошедшую в сборник VU (1985).

## Список композиций
Все песни были написаны Лу Ридом.
| №  | Название               | Длительность |
| -- | ---------------------- | ------------ |
| 1. | «Crazy Feeling»        | 2:56         |
| 2. | «Charley’s Girl»       | 2:36         |
| 3. | «She’s My Best Friend» | 6:00         |
| 4. | «Kicks»                | 6:06         |

| №                   | Название            | Длительность |
| ------------------- | ------------------- | ------------ |
| 1.                  | «A Gift»            | 3:47         |
| 2.                  | «Ooohhh Baby»       | 3:45         |
| 3.                  | «Nobody’s Business» | 3:41         |
| 4.                  | «Coney Island Baby» | 6:36         |
| Общая длительность: | Общая длительность: | 35:15        |

## Позиции в хит-парадах
Еженедельные хит-парады:
| Хит-парад (1975—1976)            | Высшая позиция |
| -------------------------------- | -------------- |
| Австралия (Kent Music Report)    | 25             |
| Великобритания (UK Albums Chart) | 52             |
| Нидерланды (Album Top 100)       | 4              |
| Новая Зеландия (RMNZ)            | 16             |
| США (Billboard 200)              | 41             |
| Швеция (Sverigetopplistan)       | 24             |